# Nara

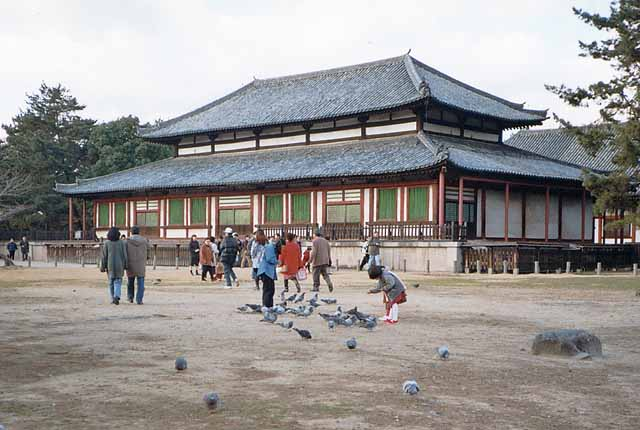
Kófukudži, starobylý buddhistický chrám v centru Nary

Nara (japonsky: 奈良市; Nara-ši) je hlavní město prefektury Nara v regionu Kansai, Japonsko.
V roce 708 císařovna Gemmei přesunula hlavní město z Fudžiwary do Heidžó-kjó (平城京; dnešní Nara). Nové hlavní město bylo stavěno podle vzoru Čchang-anu (dnešní Si-an) hlavního města čínské dynastie Tchang. Během skoro celého období Nara (mezi lety 710 až 794) bylo hlavním městem Japonska a sídlem císaře. Až roku 784 císař Kammu založil nové hlavní město Nagaoka-kjó a jen o deset let později Heian-kjó (Kjóto).
V roce 1998 byly některé památky v Naře zapsány na Seznam světového dědictví UNESCO pod společným označením Památky na starobylou Naru. Mezi tyto památky patří:
- chrám Tódaidži,
- chrám Kófukudži,
- svatyně Kasuga a přilehlý původní prales,
- chrám Gangódži,
- chrám Jakušidži,
- chrám Tóšódaidži a
- zbytky paláce Heidžó.

V novodobém Japonsku se z Nary stalo regionální obchodní centrum a sídlo vlády prefektury Nara. Status města Nara získala 1. února 1898. V roce 2003 mělo město 364 869 obyvatel a rozlohu 211,60 km².
Díky velkému množství památek je Nara také magnetem pro turisty. Symbolem města se stali jelínci, kteří se volně pohybují mezi chrámy a svatyněmi a loudí na turistech jídlo. Jelínci jsou totiž v šintoismu považováni za symbolické poslíčky bohů.

## Partnerská města
- Canberra, Austrálie
- Kjongdžu, Korea
- Si'an, Čína
- Toledo, Španělsko
- Versailles, Francie